# 1986年鐵路
此條目列出1986年發生有關鐵路運輸的事件。

## 事件

### 1月
- 1月3日：溫哥華架空列車開始營運。
- 1月7日：新西伯利亞地鐵列寧線通車。
- 1月9日：宜蘭線鐵路擴建工程完工，宜蘭線自此雙軌化。
- 1月24日：布加勒斯特地鐵2號線通車。
- 1月31日：福岡市地下鐵2號線（現為箱崎線）由馬出九大醫院前站延長至箱崎九大前站。

### 2月
- 2月16日：熊本市電菊池線（日语：熊本市電菊池線）停運。

### 3月
- 3月3日：京葉線西船橋站至千葉港站開始營運[1]。
- 3月23日：聖迭戈電車橙線通車。

### 4月
- 4月1日：倫敦地鐵皮卡迪利線希斯洛機場4號航廈站啟用，但列車在4月12日該航廈啟用才開始停靠[2]。
- 4月1日：漆生線停運，甘木線交由甘木鐵道營運，高森線交由南阿蘇鐵道營運。京福電氣鐵道將叡山本線和鞍馬線交由叡山電鐵營運。
- 4月17日：邁阿密都會旅客捷運系統內圈通車。
- 4月23日：九廣鐵路英段（現為東鐵綫）大圍站正式站體啟用。

### 5月
- 5月23日：香港地鐵（現為港鐵）港島綫上環站通車[3]。

### 6月
- 6月1日：北陸鐵道小松線停運。
- 6月1日：阿姆斯特丹－史基浦鐵路（英语：Amsterdam–Schiphol railway）通車。
- 6月16日：蒙特利爾地鐵藍線通車，來往聖米歇爾站至卡斯特諾站。

### 7月
- 7月1日：丸森線交由阿武隈急行營運。

### 9月
- 9月5日：波特蘭輕軌藍線（英语：MAX Blue Line）通車[4]。
- 9月14日：都營地下鐵都營新宿線由船堀站延長至篠崎站。

### 10月
- 10月1日：近畿日本鐵道東大阪線通車，並與大阪市營地下鐵中央線直通運行。野岩鐵道會津鬼怒川線通車。
- 10月16日：香港地鐵港島綫杏花邨站啟用[5]。

### 11月
- 11月1日：膽振線停運，阿仁合線和角館線交由秋田內陸縱貫鐵道營運，初期分為秋田內陸北線和秋田內陸南線。
- 11月3日：蒙特利爾地鐵橙線由學院站延長一站至禾度嶺站。
- 11月12日：福岡市地下鐵2號線（現為箱崎線）由箱崎九大前站延長至貝塚站。
- 11月27日：奧斯陸中央車站投入營運。

### 12月
- 12月11日：越美南線交由長良川鐵道營運。
- 12月30日：加彭鐵路完工。
- 12月30日：明斯克地鐵莫斯科線莫斯科站（英语：Maskoŭskaja (Minsk Metro)）至東方站（英语：Uschod (Minsk Metro)）通車。